# 窪町 (八戸市)
窪町（くぼちょう）は、青森県八戸市の地名。

## 地理
八戸市の中央部に位置し、北に常海町、東・南に十八日町、西に番町に面している。地区の面積は12306平方メートル。八戸市中心市街地の区域、および、三八城地区に属する。町内は住宅街。

## 地名の由来
八戸町内風土記によると「明治のころまでは細い道が急にくぼんだ地形になっていたことから、窪丁、たたみ丁とも呼ばれていた」と記述された。
南部八戸の城下町：むかしのはちのへを偲んでによると、「外地の中央付近が低地となってくぼんでいることによると思われ、天保頃の城下絵図に「タルミ丁」とみえる」の記載がある。

## 歴史
江戸時代の文久年間は、中下級番士の屋敷地
明治初年の家数5軒
明治時代に地区内に缶詰工場が建設される。最初は東北物産製造所、廣高組米田缶詰所と社名を変更し、明治39年に八戸実業缶工社と社名を改め、食品缶詰の製造と販売、缶詰技術員の養成を行い他社へ技術員紹介して就職させた。軍用の缶詰も製造した。青森県近代史年表によると、大正3年12月八戸実業缶工社がにホッキ貝の缶詰製造が好評と記述がある。

### 沿革
- 1889年（明治22年）4月1日 - 町村制施行。窪町は三戸郡八戸町に属する。
- 1924年（大正13年）5月16日 - 八戸大火が発生し、窪町が焦土化[11]。
- 1929年（昭和4年） 市制施行に伴い、窪町は八戸市に属する[12]。

## 世帯数と人口
| 字       | 世帯数 | 人口  |
| 大字窪町 | 61世帯 | 100人 |
| 合計     | 61世帯 | 100人 |